# One Live In Stockholm (2014)
One Live In Stockholm é primeiro álbum/DVD ao vivo da banda W.E.T., lançado em fevereiro de 2014 pela gravadora Frontiers Records.
O CD duplo e DVD foram gravados do show ocorrido em 17 de Janeiro de 2013 no Clube Dabaser em Estocolmo, Suécia. Além da performance ao vivo das próprias músicas e hits das bandas que originaram W.E.T., o DVD traz dois vídeo-clips e o segundo CD traz duas faixas bônus inéditas. 

## Faixas
CD 1:
1. "Walk Away"
2. "Learn To Live Again"
3. "Invincible"
4. "I'll Be There"
5. "Love Heals"
6. "Rise Up"
7. "Bleed & Scream" (Eclipse)
8. "Bad Boy"
9. "Still Unbroken"
10. "Broken Wings"
11. "I'll Be Waiting" (Talisman)[2]

CD 2:
1. "If I Fall"
2. "Shot"
3. "Comes Down Like Rain"
4. "The Great Fall" (Work Of Art)
5. "What You Want"
6. "Brothers In Arms"
7. "Mysterious" (Talisman)
8. "One Love"
9. "Poison (Numbing The Pain)" (Bônus)
10. "Bigger Than Both Of Us" (Bônus)

DVD:
1. "Walk Away"
2. "Learn To Live Again"
3. "Invincible"
4. "I'll Be There"
5. "Love Heals"
6. "Rise Up"
7. "Bleed & Scream"
8. "Bad Boy"
9. "Still Unbroken"
10. "Broken Wings"
11. "I'll Be Waiting"
12. "If I Fall"
13. "Shot"
14. "Comes Down Like Rain"
15. "The Great Fall"
16. "What You Want"
17. "Brothers In Arms"
18. "Mysterious"
19. "One Love"
20. "Love Heals" (vídeo-clip)
21. "Learn to Live Again" (vídeo-clip)

## Formação
- Jeff Scott Soto – Vocal
- Robert Säll - Guitarras e Teclados
- Erik Mårtensson - Guitarra base, Baixo, Teclados, Backing vocals e vocal em "Bleed & Scream" e "Learn To Live Again"
- Magnus Henriksson Guitarra solo
- Robban Bäck - Bateria

### Músicos Convidados
- Lars Säfsund - Vocal em "The Great Fall"
- Andreas Passmark - Baixo